# Парфёнова, Татьяна Валентиновна
Татьяна Валентиновна Парфёнова (род. 19 марта 1956; Полтава) — российский модельер и дизайнер одежды, работающая в Санкт-Петербурге. Основатель и руководитель собственного модного дома «Татьяна Парфёнова» (1995).

## Биография
Родилась 19 марта 1956 года в Полтаве. В 1964 году переехала в Санкт-Петербург. В 1977 году окончила отделение промышленной графики Училища живописи имени В. Серова. В 1985—1988 годах работала на различных должностях в объединении «Ленинградодежда».  
В 1988 году победила на конкурсе «Интермода» в Праге, на следующий год — на конкурсе молодых дизайнеров в Лондоне.  
В 1995 году открыла собственный дом моды «Татьяна Парфёнова» на Невском проспекте, один из старейших в Петербурге и в стране. Её первая коллекция была награждена «Золотой пуговицей», которую дизайнеру вручил председатель жюри Пако Рабан. 
В 2019 году стала первым российским дизайнером, принявшим участие в Неделе моды в Токио. 
В 2023 году представила концептуальную коллекцию из серии «Истерия искусства», посвященную Василию Кандинскому. Показ прошел в парадных залах прославленного отеля «Коринтия» на Невском проспекте Санкт-Петербурга, став главным событием российского модного сезона того года. Постоянный участник Mercedes-Benz Fashion Week Russia. 
Сотрудничает с балериной Дианой Вишнёвой, которая является «лицом» её модного дома. Совместно с Вишневой в 2019 году основала бренд одежды, предназначенный для занятий балетом, спортом и йогой.  

### Личная жизнь
Замужем вторым браком. Второй брак длится более двадцати лет. Сын — Дмитрий. 
Занимается благотворительностью.

## Образ жизни
Утро начинает в разное время суток. Может проснуться в 2 часа дня или позже— зависит от того, во сколько закончился её предыдущий день. При этом имеет внутренние часы. Если нужно встать в 6 утра, просыпается без будильника. 

Не ведет ежедневники. Держит все задачи в голове и имеет помощника, который напоминает ей о важных делах. Планирует не только свой день, но и день своих сотрудников Архивная копия от 20 февраля 2019 на Wayback Machine: 
«Я должна в общих чертах понимать, чем будет заниматься каждый из сотрудников, но мы, слава богу, не проводим классических летучек, где каждый должен отчитываться о сделанном или не сделанном. При этом, не поверите, у нас не бывает срыва дедлайнов. Когда человек получает задание, он получает его достаточно четко. А люди, которые плохо работают, в нашем коллективе просто не могут выжить — в этой атмосфере такое невозможно. Со многими членами моей команды я сотрудничаю уже очень давно. Например, с конструкторами одежды — по 15 и даже 30 лет».
Бизнес Татьяны стал семейным, поэтому она постоянно находится в тесном контакте с родней.

## Коллекции
- «Сафрон» (1995)
- «Гора Марата», «Леля, Ляля, Люся» (1996)
- «Гарды», «Белая Беседка», «По дворам ходил китаец» (1997)
- «Степанида» 1 и 2 (четыре сезона), «Демонстрация» (1998)
- «Городские подробности», «Узурпатка», «Другая», «Турмалин» (1999)
- «Любовь к цветам» 1 и 2 (четыре сезона), «Роза» (2000)
- «Роза и роза», «Мушка», «2002» (2001)
- «Вера трек», «Колористка» (2002)
- «New Grunge» (2003)
- «Праздник», «Для идеальной девушки» (2004)
- «Attaching» (2005)
- «Панночка», «Реставрация», «Мамеле» (2006)
- «Красавица»[12], «Мот», «Цефея» (2007)
- «Женское имя», «Белка» (2008)
- «Crow», «Матильда» (2009)
- «Картины и платья», «Моника» (2010)
- «Город N-ск и Гусь Хрустальный», «Фрейлинский сад» (2011)
- «12 ночь», «Русский ампир», «Luxury Village», «Царское село» (2012)
- «Скрипучий дом», «Китайская опера» (2013)
- «Я садовником родился!», «Остров роз», «Признание (в любви)» (2014)
- «Diana Vishneva by Parfionova for Grishko» (2014)
- «Цигун», «Любовь к апельсинам» (2015)
- «Формула», «Jabot by Parfionova», «Истории Лебедя» (2016)
- Time at home (2018)[13]

## Награды
- 2014 Премия «Фигаро».
- Благодарность Законодательного Собрания Санкт-Петербурга (23 декабря 2015 года) — за выдающиеся личные заслуги в развитии культуры и искусства в Санкт-Петербурге, многолетнюю успешную профессиональную деятельность, а также в связи с 20-летием со дня создания модного дома[14].
- 1995 Гран-при «Золотая пуговица», коллекция «Сафрон»[15]